# Bran Stark
Brandon "Bran" Stark är en fiktiv figur i Sagan om is och eld-serien av den amerikanska författaren George RR Martin, och dess TV-anpassning Game of Thrones. 
Bran, som introducerades i Kampen om järntronen (1996), är den andra sonen och det fjärde barnet till Lord Eddard och Lady Catelyn Stark i Winterfell, den forna huvudstaden i norra delen av det fiktiva kungariket Västeros. Han dök sedan upp i Kungarnas krig (1998) och Svärdets makt (2000), var en av några få framstående karaktärer som inte ingick i den fjärde romanen Kråkornas fest (2005), men återvände i den femte romanen Drakarnas dans (2011). Bran drömmer om att bli riddare sedan barndomen, men görs paraplegisk av Jaime Lannister tidigt in i den första romanen efter att ha snubblat på den sistnämnda incestuösa affären med tvillingsystern Cersei Lannister. Han vaknar upp från flera månader långt koma och plågas därefter av drömmar om en mystisk figur som väcker honom att resa norrut utanför muren. Brans resa tillsammans med en mängd kamrater leder honom djupare in i lärdom och magi, där han börjar upptäcka olika mystiska krafter och förmågor. 
Martin berättade för Rolling Stone år 2014 att Brans betydelsefulla kapitel med Jaime och Cersei är det som "fastnat" för många läsare tidigt i den första romanen.
Bran framställs av skådespelaren Isaac Hempstead-Wright i TV-anpassningen.